# 2307 Garuda
2307 Garuda је астероид главног астероидног појаса. Приближан пречник астероида је 41,22 ,
а средња удаљеност астероида од Сунца износи 3,046 астрономских јединица (АЈ).
Инклинација (нагиб) орбите у односу на раван еклиптике је 7,724 степени, а орбитални период износи 1941,771 дана (5,316 година). Ексцентрицитет орбите астероида износи 0,060.
Апсолутна магнитуда астероида износи 10,90 а геометријски албедо 0,045.
Астероид је откривен 18. априла 1957. године.